# 第六代馬爾博羅公爵喬治·史賓賽-邱吉爾
第六代馬爾博羅公爵佐治·史賓賽-邱吉爾（英語：George Spencer-Churchill, 6th Duke of Marlborough，1793年12月27日—1857年7月1日），第六代馬爾博羅公爵，1840年至1857年在位。

## 家庭
1819年，喬治與表妹珍·史都華結婚，兩人共有3子1女：
1. 路易莎（1820年—1882年）
2. 約翰（1822年—1883年）
3. 阿爾弗雷德（英语：Lord Alfred Spencer-Churchill）（1824年—1893年）
4. 艾倫（英语：Lord Alan Spencer-Churchill）（1825年—1873年）